# Könyves Tóth Kálmán (matematikus)
Könyves Tóth Kálmán (Budapest, 1929. május 1. – Budapest, 2007. szeptember 26.) magyar matematikus, nyelvész, bencés papnövendék, tankönyvíró. Könyves Tóth Kálmán író, református lelkész unokaöccse.

## Életpálya
Ősi erdélyi család leszármazottja, még Rákóczi Zsigmond fejedelemtől kapták nemesi oklevelüket. A bencések pannonhalmi kétnyelvű (magyar-olasz) gimnáziumában érettségizett 1947-ben. Ugyanott novícius is volt, de végül nem lett szerzetes.
A matematika és a nyelvészet mellett nagyon szerette a zenét, és élete során kapcsolata e három tudománnyal mindvégig megmaradt. Egyetemi tanulmányait az ELTE matematika-fizika-ábrázoló geometria szakán folytatta, ahol 1953-ban végzett, majd 1954-től Kőszegen kezdett el tanítani. A Középiskolai Matematikai és Fizikai Lapoknak küldött kitűzendő feladatot.
Kőszegen került kapcsolatba az akkor már idős Visnya Aladárral, tőle kapta Bolyai Farkas Űrtan elemei kezdőknek könyvecskéje eredeti példányát. Visnya Aladár Fejér Lipót pécsi iskolatársa volt, mindketten Maksay Zsigmondtól tanultak matematikát.
Nagy lelkesedéssel tanított, még zenekart és énekkart is szervezett a gimnázium tanulóiból. Évente nívós hangversenyeket tartottak. 1963-ban Budapestre került, és 1965-ig a Szent István Gimnázium matematika-fizika tanára volt. Eztán az Egyetemi Számítóközpontban dolgozott, főként az akkor már népes családja jobb ellátása érdekében. Ott írta meg az egyetemi felvételikkel kapcsolatos könyvét, a Szándék és valóságot.
Nyelvészekkel közös munkában részt vett a magyar Szóvégszótár szerkesztésében. Matematika tagozatos tanulók részére készített tankönyvekbe írt fejezeteket a geometria axiomatikus felépítésével kapcsolatban, valamint az integrálszámításról.